# Akhtubinka
Akhtubinka (en rus: Ахтубинка) és un poble de l'óblast d'Astracan, a Rússia, segons el cens del 2014 tenia 296 habitants.